# Segelfluggelände Jeżów Sudecki

i7
i11
i13
Der Segelflugplatz Jeżów Sudecki (polnisch Lotnisko Jeżów Sudecki, ICAO-Code: EPJS) ist ein Segelfluggelände des Aeroklub Jeleniogórski (Aeroclub Hirschberg) in der Woiwodschaft Niederschlesien in Polen. Der Platz liegt zwei Kilometer in nordöstlicher Richtung vom Dorf Jeżów Sudecki (deutsch Grunau) und fünf Kilometer von Jelenia Góra (Hirschberg) entfernt.

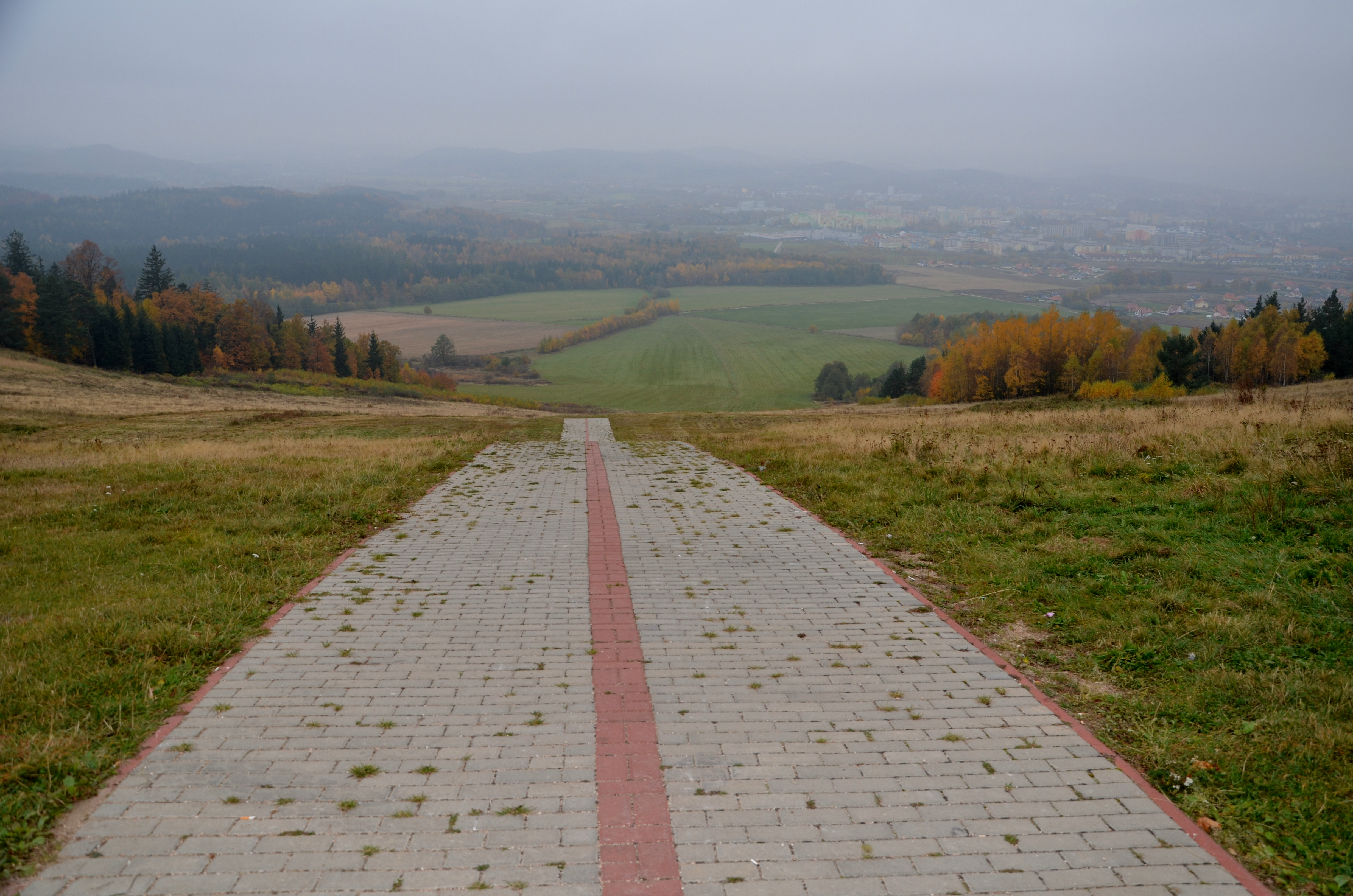
Startstreifen für Rollstarts

Das Fluggelände liegt auf dem Nebengipfel des Szybowcowa Góra (Segelflugberg; früher Schieferberg) des Bober-Katzbach-Gebirges und ist wie das Segelfluggelände Bezmiechowa unter anderem für Rollstart zugelassen. Der Platz wurde ab 1927 durch die Segelflugschule Grunau angelegt und erreichte eine hohe Bekanntheit.
Das Gelände hat fünf Start- und Landebahnen. Der nächste Verkehrslandeplatz ist Jelenia Góra (EPJG) desselben Aeroklubs.

## Geschichte – Segelflugschule Grunau

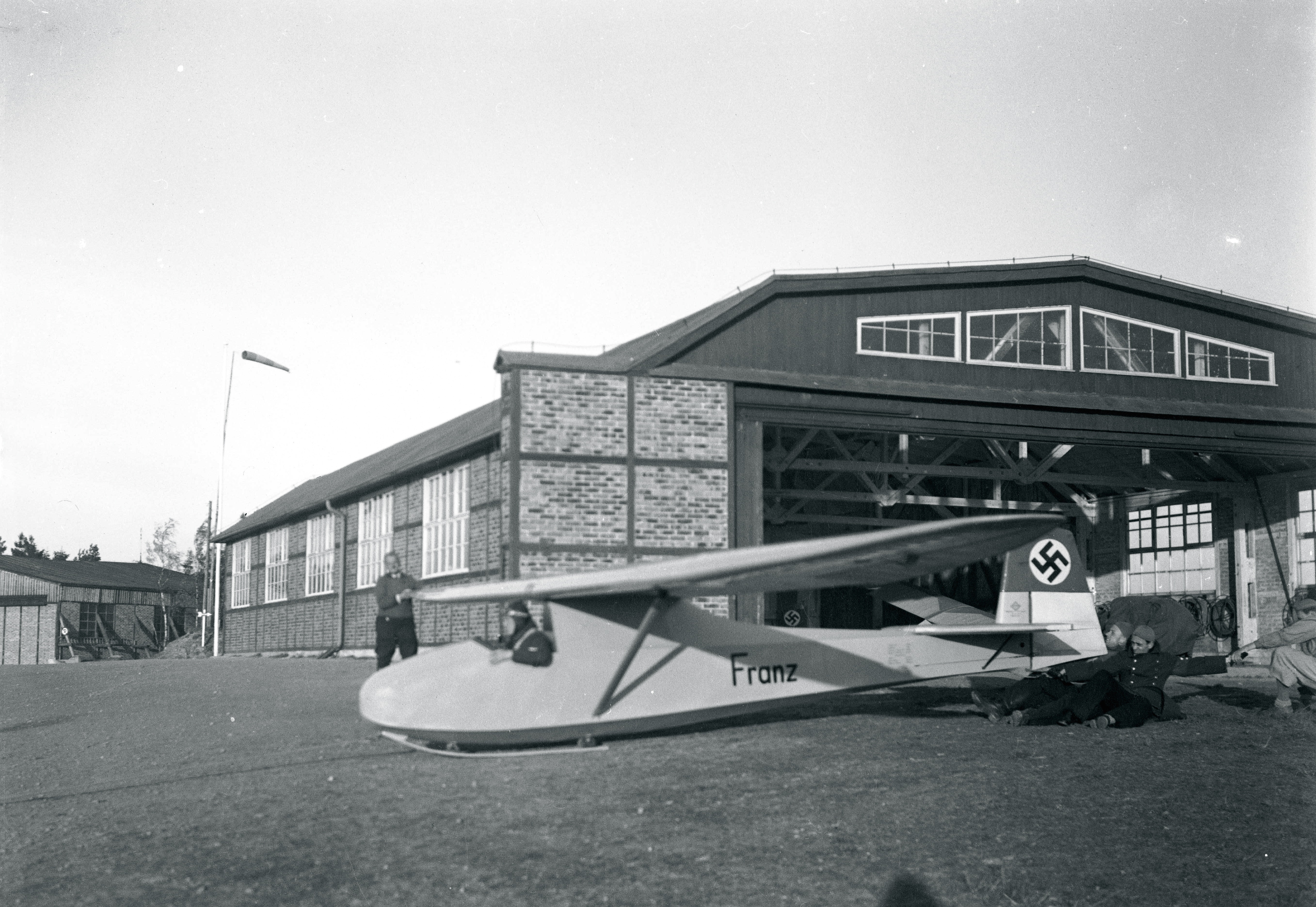
Startvorbereitung eines Grunau Baby II vor dem Hangar der Segelflugschule

Nach dem Ende des Ersten Weltkriegs schlossen sich ehemalige Kriegsflieger zum „Bund Deutscher Flieger Hirschberg e.V.“ zusammen. Nach einem Vorschlag von Walter Blume wurde der Ort im Norden des Hirschberger Talkessels als Standort der Segelflugschule Grunau gewählt. Reichsgraf Schaffgotsch stiftete 40 Festmeter Holz, die in der Inflationszeit gegen eine alte, demontierte Ausstellungshalle eingetauscht wurden.
Mit Unterstützung der „Schlesiergruppe“ des Deutschen Luftfahrt-Verbandes (DLV) wurde die demontierte Halle von Görlitz nach Grunau transportiert und am Ostrand des Dorfs errichtet. Sie diente als Werkstatt, Unterkunft und Hangar für die zu bauenden Flugapparate. Gottlob Espenlaub und Edmund Schneider brachten ihre Erfahrungen von der Wasserkuppe mit, sie bauten die ersten Gleitflugzeuge und führten die ersten Lehrgänge durch.
Ab dem Jahr 1927 wurden Halle und Flugbetrieb auf den „Galgenberg“ verlagert, der mit seinen nach Süden, Osten und Norden abfallenden Hängen ein ideales Schulungsgelände bot. Ab 1929 konnten dort ganzjährig Schulungen angeboten werden. Schneider gründete 1928 die Edmund Schneider Segelflugzeugbau Grunau (ESG). Er hatte in eine Gärtnerei eingeheiratet, auf deren Gelände er eine neue Werkhalle errichtete. Schneider entwickelte dort den Schulgleiter Grunau 9 (ESG-9), war am Bau der Moazagotl (Grunau 7) beteiligt und konstruierte schließlich sein Erfolgsmodell Grunau Baby.
Der Ruf der Flugschule wurde durch den Segelflugpionier Wolf Hirth gemehrt, der von 1931 bis 1933 Flugleiter war und in Grunau mit Hans Deutschmann den Segelflug in der Leewelle entdeckte. In dieser Zeit lernten hier auch Hanna Reitsch und Wernher von Braun das Fliegen.

## Sonstiges
Das Wappen der Gmina Jeżów Sudecki zeigt im oberen Teil ein Segelflugzeug über einem Berg.